# Luigi Bolla
Luigi Bolla (* 24. Dezember 1813 in Olivone; † 21. Januar 1877 ebenda) war ein Schweizer Anwalt, Politiker, Tessiner Grossrat, Staatsrat und Ständerat.

## Biografie
Luigi Bolla war Sohn von Landbesitzer Stefano und seiner Frau Paolina geborene Poglia. Er heiratete Luigia Vanazzi, gestorben im Jahr 1849, dann Marietta Leona. Er besuchte das Lyzeum in Mailand und studierte Rechtswissenschaft an der Universität Pavia, wo er im Jahr 1837 promovierte. Seit 1849 war er Konsul in Triest. Später war er als Rechtsanwalt und Notar tätig und arbeitete an der Zeitung Gazzetta del Popolo Ticinese von 1861 bis 1867 mit. Im Jahr 1861 war er Mitglied der Società degli amici dell’educazione del popolo.
Von 1865 bis 1877 war er Gemeindepräsident von Olivone, dann war er für die Radikalliberale Partei Abgeordneter im Grossen Rat von 1848 bis 1856 und von 1863 bis 1877 (Präsident 1855, 1870 und 1874), im Staatsrat von 1856 bis 1863, Leiter des Justizdepartements sowie Ständerat von 1870 bis 1871. Er war auch einer der Hauptbefürworter des Projekts zum Bau einer Eisenbahnlinie über den Lukmanierpass.